# Gaz de France Budapest Grand Prix 2007

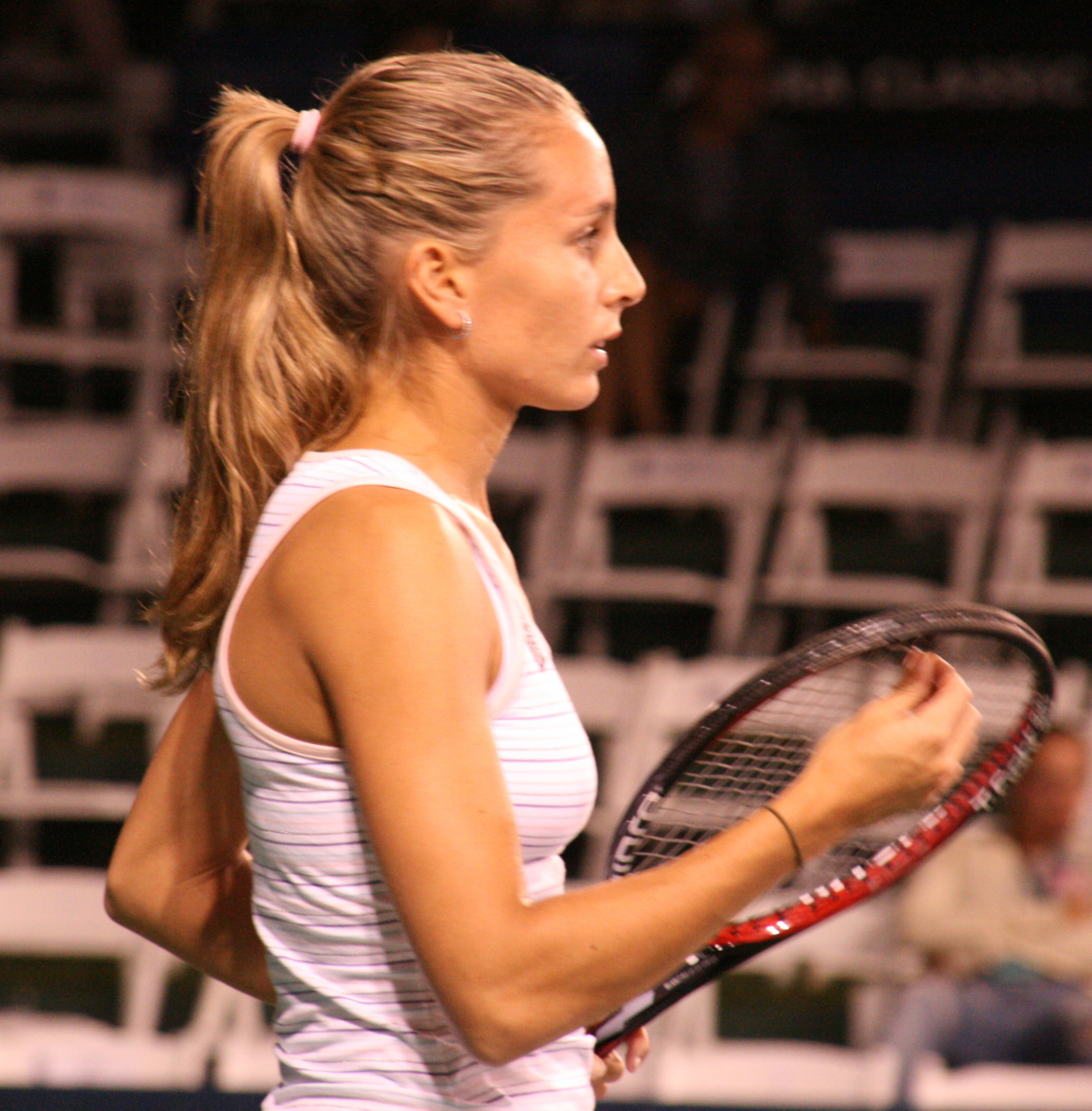
Gisela Dulko, vincitrice del torneo singolare

Il Gaz de France Budapest Grand Prix 2007 è un torneo di tennis giocato sulla terra rossa.
È la 12ª edizione dell'Hungarian Grand Prix, che fa parte della categoria Tier III nell'ambito del WTA Tour 2007.
Si gioca a Budapest in Ungheria, dal 21 al 29 aprile 2007.

## Campioni

### Singolare
Gisela Dulko ha battuto in finale  Sorana Cîrstea con il punteggio di 6(2)–7, 6–2, 6–2

### Doppio
Ágnes Szávay /  Vladimíra Uhlířová hanno battuto in finale  Martina Müller /  Gabriela Navrátilová con il punteggio di 7–5,6-2